# 仙台師管
仙台師管（せんだいしかん）は、東北地方南部（時期により新潟県も含む）に設けられた大日本帝国陸軍の管区で、師管の一つである。時期を離して二度設けられており、一度めは1873年から1885年の第4師管の別称、二度目は第2師管を継承して1940年から1945年に置かれたものである。本項目では二度目のほうを解説する。1873年設置の仙台師管については、「第4師管#東北地方南部 (1873 - 1885)、歩兵第4連隊」を参照されたい。
1940年設置の仙台師管は宮城・福島・新潟の3県を範囲とし、1945年2月まで東部軍管区、以後は東北軍管区に属した。防衛・動員などの管区業務を担当する部隊は、はじめ第2師団、続いて留守第2師団、第42師団、留守第2師団、第72師団、留守第2師団と変遷した。1945年4月に仙台師管区に改称してなくなった。

## 番号の師管から地名の師管へ
師団制を採用してから、師団と師管は同じ番号で対応するのが原則で、東北地方南部では第2師団が第2師管を管轄していた。ただ、1940年初めに第2師団は満州に派遣されており、師管の管轄のためには留守第2師団が置かれていた。
1940年7月に師管に番号を付けることをやめ、管轄師団の所在地をとって名付けることになり、1940年7月24日制定（26日公布、8月1日施行）の昭和15年軍令陸第20号で陸軍管区表が改定され、仙台師管が置かれることになった。ほぼ同時の7月27日に、第2師団は帰還を命じられた。これにともなって留守第2師団も復帰（解散）したが、師管発足の8月1日時点での交代状況は不明である。
範囲は宮城県・福島県・新潟県である。東京に司令部を置く東部軍管区に属し、師管を4つの連隊区に分けた。宮城県は仙台連隊区、福島県は福島連隊区で、新潟県は新発田連隊区と高田連隊区という2つの連隊区に分けた。

## 一県一連隊区制
1941年8月5日制定（7日公布・11月1日施行）の昭和16年軍令陸第20号の陸軍管区表改定で、本州・四国・九州の連隊区の境界を府県と一致させた。仙台師管では、新潟県が新潟連隊区に一本化した

## 留守師団と新師団
1941年（昭和16年）10月8日、対アメリカ・イギリス開戦を前に、南方への進攻部隊に予定された第2師団の動員と、留守第2師団の臨時編成が命じられた。これにともない、留守第2師団が仙台師管を管轄するようになった。
1943年5月14日の昭和18年軍令甲第45号によって、留守第2師団を復帰（解散）し、新たに第42師団を置いた。留守師団に替えて本土の防衛を強化するためで、仙台師管はこの第42師団が管轄することになった。
1944年（昭和14年）2月1日に、第42師団は千島方面に転じた。留守第2師団がまた臨時動員され、師管を管轄した。
さらにこの留守師団をもとにして、4月4日に第72師団を編成した。仙台師管はこの師団の管轄下になった。
7月6日には第72師団も動員され、また留守第2師団が臨時動員されて師管を管轄した。

## 師管区への改称
1945年1月22日制定（24日公布）の昭和20年軍令陸第1号による陸軍管区表改定で、2月11日に東北地方に東北軍管区が設けられ、仙台師管と弘前師管がこれに属した。このとき、新潟県を新設の長野師管に譲り、山形県を弘前師管から併せ、宮城・山形・福島の3県になった。
続いて2月9日制定（10日公布、2月11日施行）の昭和20年軍令陸第2号で、留守師団に管区防衛・動員を委ねる方式を廃止し、師管区を常設の師管区部隊に任せる制度が導入されることになった。4月1日に、仙台師管は仙台師管区となり、留守第2師団が仙台師管区部隊に転換した。

## 管区構造の変遷

### 軍管区
- 東部軍管区 - 1940年8月1日から1945年2月10日まで
- 東北軍管区 - 1945年2月11日から1945年3月31日まで

### 連隊区
1940年8月1日から1941年10月31日まで
- 仙台連隊区 - 宮城県
- 福島連隊区 - 福島県
- 新発田連隊区 - 新潟県北東部。新潟市、長岡市、三条市、岩船郡、北蒲原郡、東蒲原郡、中蒲原郡、西蒲原郡、南蒲原郡、古志郡、佐渡郡。
- 高田連隊区 - 新潟県南西部。高田市、柏崎市、三島郡、刈羽郡、北魚沼郡、南魚沼郡、中魚沼郡、中頸城郡、東頸城郡、西頸城郡。

1941年11月1日から1945年3月31日まで
- 仙台連隊区 - 宮城県
- 福島連隊区 - 福島県
- 新潟連隊区 - 新潟県